# サージタンク
サージタンク（surge tank）、調圧水槽とは、流体の過剰な流入量を一時的に蓄えることで流量を緩和して増減を平準化することを目的に備えられる各種の貯槽類に与えられる、工学全般における一般的な名称である。

## 水利施設

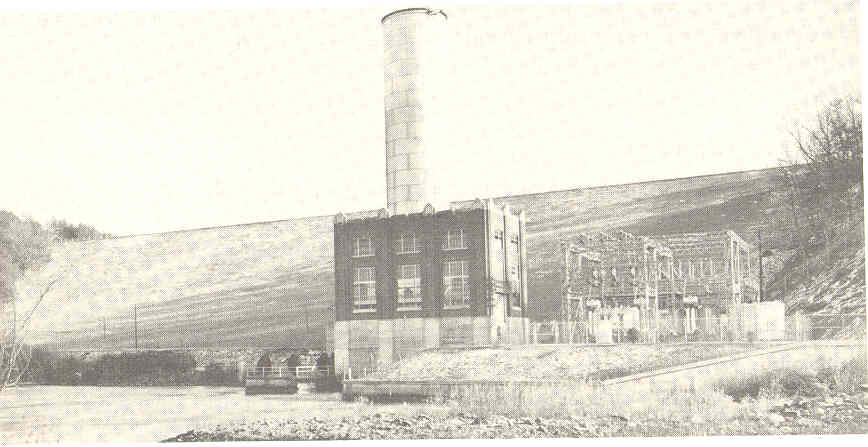
ブルーリッジダムのサージタンク

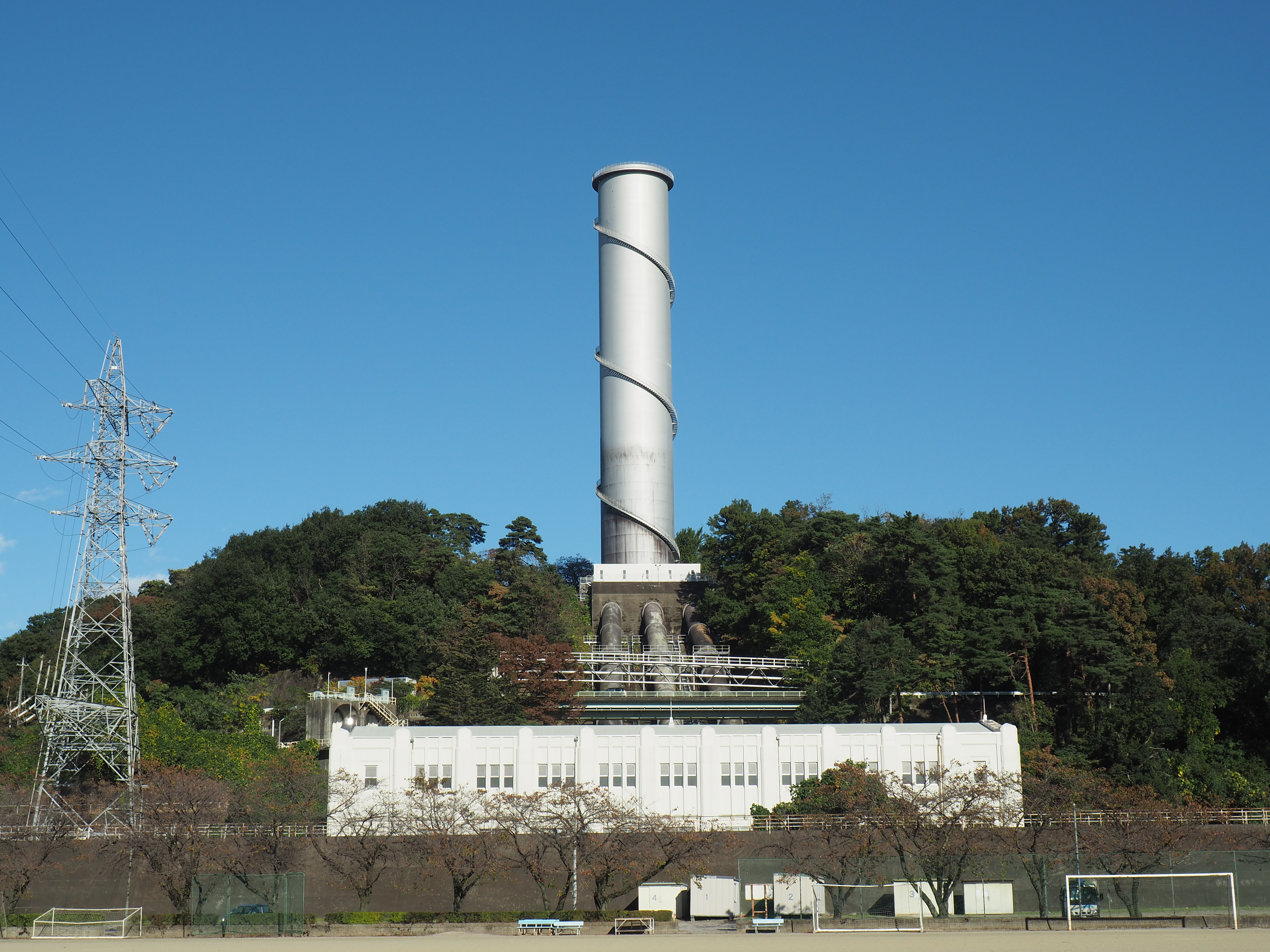
佐久発電所のサージタンク

ダムや水力発電所、ため池に接続される用水路の末端に設けられる大型のタンクである。サージドラム (surge drum) と呼ばれることもある。
容量に余裕を持たせたサージタンクの中に一定量の液体を満たしておき、取水施設の何らかの異常によって急激に流量が増えた際や、発電機側のタービンが急停止した際、また、逆に流量が減少した際などに、水力を動力源とするシステムに急激な水圧変化（水撃作用）による悪影響を与えることを避ける効果がある。急激に流量が増えた場合にはサージタンクに水を導き、発電機などに過負荷が掛かることが防止できる。逆に取水量が減少した際にはサージタンク内の水で補うことで発電機の回転数の低下を予防できる。流量の変化を妨げないためと、急激な圧力変化から施設自体を守るため、タンクは密閉されない（大気に開放されている）。
- 土木デジタルアーカイブス　新井　栄吉著　『サージタンク』　正興館書店　昭和7年発行

鉱業技術においては、坑道外の排水ポンプに小型のサージタンクを設けて揚水圧が常に一定に保たれている。

## 自動車

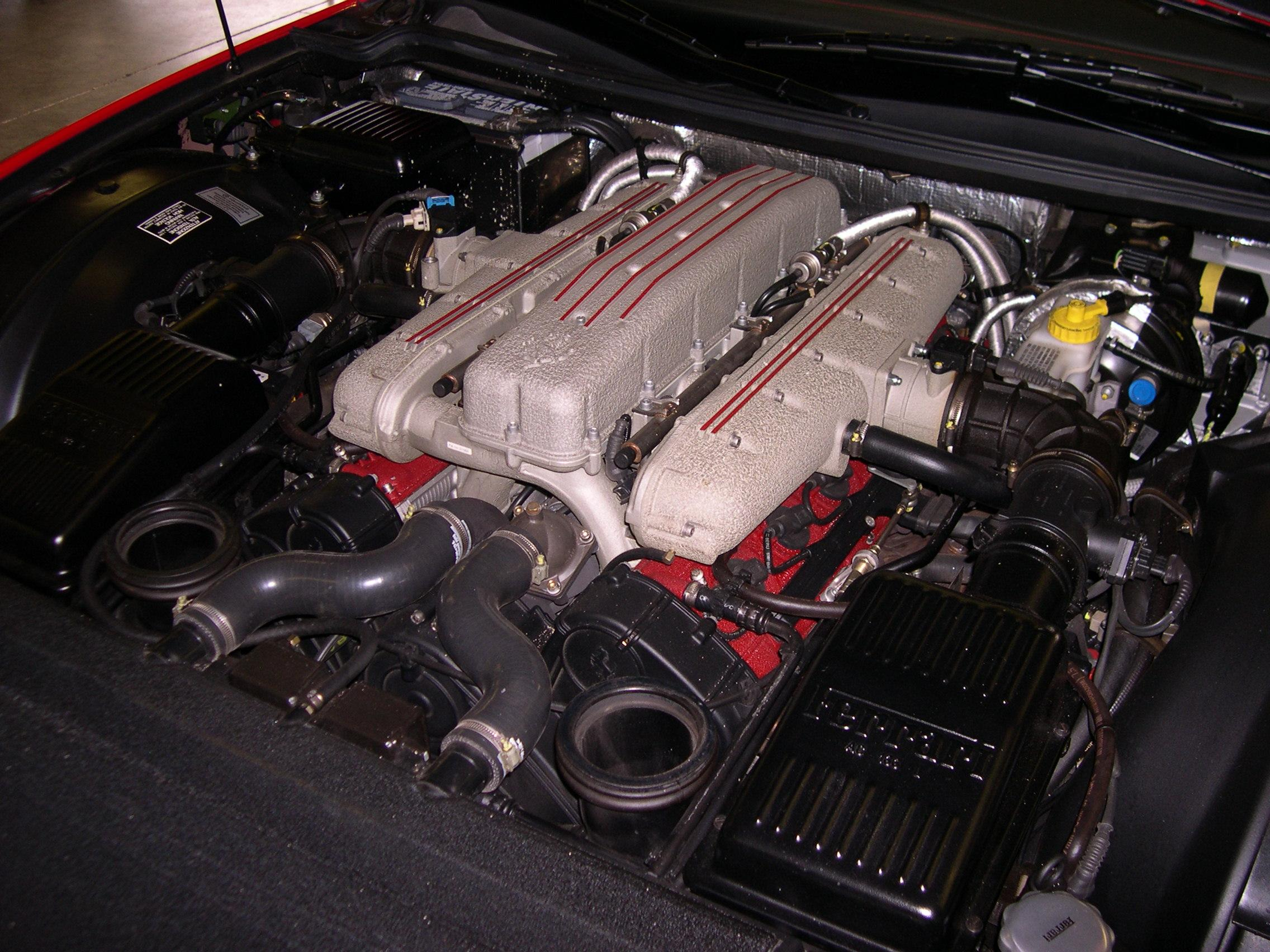
フェラーリ550マラネロの自然吸気V型12気筒に装備されたサージタンク（プレナムチャンバー）

自動車の内燃機関において、吸気系(インテークマニホールド)に設けられた大型の空間をサージタンクと呼ぶ場合がある。基本原理は空調設備などで用いられるプレナム室と同じものであり、複数気筒への空気の供給量を均等化する目的でこのような構造が用いられる。特にターボチャージャーやスーパーチャージャーを搭載した車両では、サージタンクの大きさや形状が安定したブースト圧を各気筒に供給する為の重要な要素となり、ターボチューンを進めていく際にはより大型のものに交換される事も多い。

## 航空機

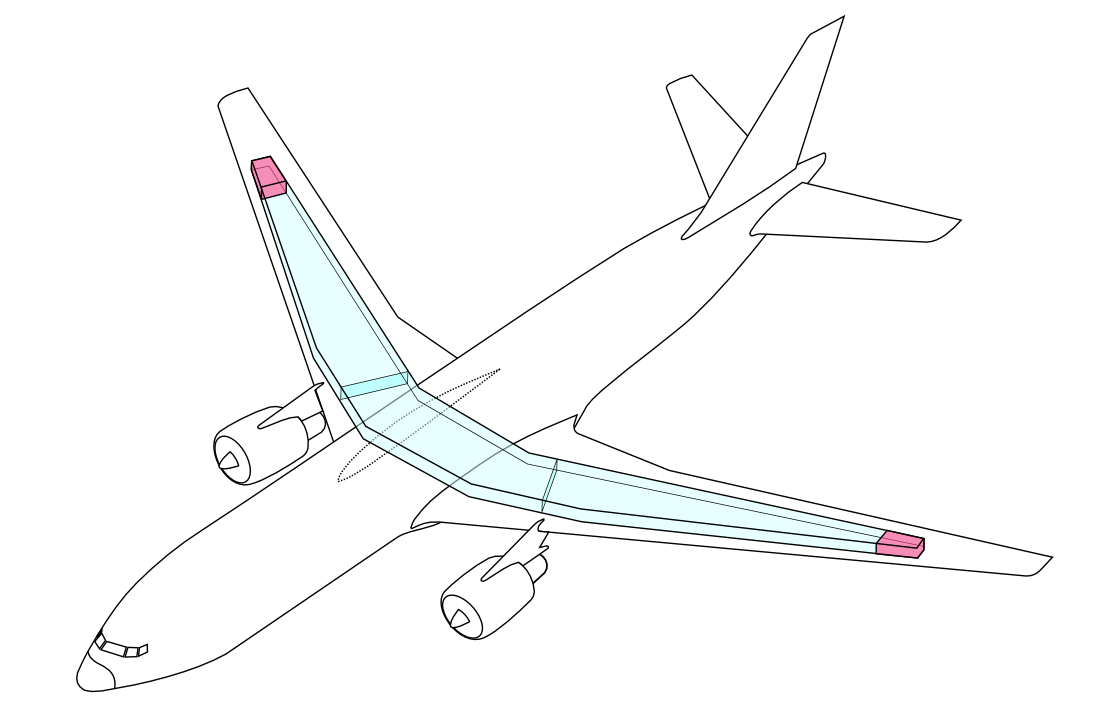
B-777のサージ・タンク
主翼の左右端にサージ・タンクが設けられている（ピンク部分）。

大型旅客機のサージタンクはインテグラルタンクの左右翼端に設けられることが一般的である。